# ناوچه تیپ ۲۳
ناوچه تیپ ۲۳ (به انگلیسی: Type 23 frigate) یک کشتی است که طول آن 133 m (436 ft 4 in) می‌باشد.